# Bekim Sejranović
Bekim Sejranović (Brčko, 30. travnja 1972. – Banja Luka, 21. svibnja 2020.), bosanskohercegovački i hrvatski je književnik.

## Životopis
Rođen je 1972. godine u Brčkom. Godine 1985. preselio se u Rijeku gdje je pohađao pomorsku školu i studirao kroatistiku. Od 1993. godine živio je u Oslu u Norveškoj gdje je na Povijesno-filozofskom fakultetu magistrirao južnoslavensku književnost. Od 2011. do 2014. godine živio je u Ljubljani, a od svibnja 2015. godine živio je i radio u Zagrebu. Od 2000. godine radio je kao sudski tumač i književni prevoditelj, predavao norveški za strance, pisao i objavljivao prozu. Romani i kratke priče prevedene su mu na više stranih jezika uključujući norveški, engleski, slovenski, makedonski, njemački, češki, talijanski i poljski. Dobitnik je Nagrade "Meša Selimović", 2009. godine. Bio je član Hrvatskoga društva pisaca.
Preminuo je u Banjoj Luci, 21. svibnja 2020. godine, u 49. godini života. Po primitku vijesti, Veleposlanstvo Bosne i Hercegovine u Pragu istoga je dana spustilo zastavu Bosne i Hercegovine na pola koplja u znak žaljenja na prerano preminulog književnika.
Njegova posljednja priča napisana i objavljena prije smrti je Miss Misery na otoku Susku. Napisana je u sklopu projekta EPK Rijeka 2020. tijekom kojeg je autor mjesec dana boravio u rezidenciji na otoku Susku. Nastala je u proljeće 2019. godine.

## Djela
- Modernizam u romanu Isušena kaljuža Janka Polića Kamova (studija, 2001)
- Fasung (zbirka priča, 2002.)
- Nigdje, niotkuda (roman, 2008.)
- Ljepši kraj (roman, 2010.)
- Od Tokija do Morave (scenarij, 2011.)
- Sandale (roman, 2013.),
- Tvoj sin Huckleberry Finn (roman, 2015.),
- Dnevnik jednog nomada (roman, 2017.)

## Vanjske poveznice
- Miss Misery na otoku Susku (puni tekst kratke priče)
- From Tokyo to the Morava river / Od Tokija do Morave (puna verzija filma s engleskim i hrvatskim podnaslovima, s dopuštenjem režisera)
- Razgovor s Bekimom Sejranovićem: Bosna je sjebana, ali Norveška je gora